# Martin Saint-Pierre
Martin Saint-Pierre (nacido el 11 de agosto de 1983 en Embrun, municipio de Prescott-Russell) es un jugador profesional de hockey sobre hielo canadiense.

## Carrera de jugador
Comenzó su carrera en el año 2000 con el equipo Strom de Guelph de la Liga de hockey de Ontario. El Storm se llevó la Copa J Ross Robertson en 2004 antes de participar en la Copa Memorial. Saint-Piere pasó a ser profesional con el Grrrowl de Greenville en ECHL y en 2005, pasó al Chicago Blackhawks de la Canadian Hockey League antes de llegar a la American Hockey League. En 2007, se fue a Rusia a jugar con el Atlant Mytichtchi en Superliga pero más tarde regresa a América del Norte con los IceHogs de Rockford. El 24 de julio de 2008, comenzó a jugar con los Boston Bruins.